# Distretto di Barranca (Lima)
Il distretto di Barranca è uno dei cinque distretti della provincia di Barranca, in Perù. Si trova nella regione di Lima e si estende su una superficie di 153,76 chilometri quadrati.
Ha per capoluogo la città di Barranca.